# 山口綾子 (1988年生)
山口 綾子（やまぐち あやこ、1988年12月7日 - ）は、日本のタレント、怪談師、作家。石川県金沢市出身。太田プロダクション所属。

## 略歴
同志社大学社会学部メディア学科卒業後、大手製薬会社の営業、タクシードライバーを経て女流怪談師になる。
主に、怪談ライブバー「スリラーナイト」に出演していた。
趣味は、ダンス・ホラー映画・ドラマ鑑賞・珍スポット・B級スポット・廃墟・巨大建造物めぐり。廃墟の写真集がお気に入りとのこと。ハロー!プロジェクト及びモーニング娘。のファン歴20年（2020年時点）ということで、ダンスは特に手作りの衣装を着てモーニング娘。のダンスを踊るのを好む。
2022年、twitterにて結婚、出産を報告。

## 出演

### 映画
- 樹海村（2021年）-樹海の住人役

### ドラマ
- 闇芝居(生)（2020年、TV東京）-脚本、出演

### バラエティ
- 採掘！ビットガールズ（2016年、MXテレビ）レギュラー出演[5]
- 金曜日のソロたちへ（2020年5月15日、NHK）

### テレビアニメ
- 闇芝居（2017・2018・2019年、テレビ東京）第5期（7・9・12話：脚本）・7期（3・4・6・12話：脚本）、第5・6期・7期：出演[6]

### ラジオ
- 岡村洋一のシネマスクエア（2020年5月21日、レインボータウンFM）
- 岡村洋一のシネマストリート（2020年5月25日、かわさきFM）
- 高田文夫のラジオビバリー昼ズ（2020年8月12日、ニッポン放送）

### その他の番組
- 特捜警察ジャンポリス（2016年5月6日、テレビ東京）[注釈 2]
- 稲川淳二の怪談グランプリ2016（2016年8月8日、関西テレビ）[7]
- 原宿アベニュー（2016年8月18日、AbemaTV）[8]
- あさイチ（2016年9月5日、NHK）[9]
- 怪談のシーハナ聞かせてよ。 第１期（2016年、エンタメ～テレ）10・51回出演[10]　第参章（2021年、2回）
- テストの花道 ニューベンゼミ（2017年7月31日、Eテレ）講師[注釈 3]
- 京都異界中継　濃縮版（2017年10月21日、BSプレミアム）[11]
- ももクロchan（2018年、テレビ朝日）[12]
- 戦慄トークショー 永野が震える夜（2018年、MONDO TV）
- 実話怪談倶楽部（2018年12月24日、CSフジテレビONE）16回出演[13]
- 住倉カオスの怪談★語ルシス（2019年、エンタメ～テレ）7・8・16回出演
- 趣味どきっ！ 京都・江戸 魔界めぐり（2019年、Eテレ）6・7回出演
- ニノさん  二宮和也と10人の偏り人 霊感がある人10人大集合! （2019年12月22日、日本テレビ）
- Run Girls, Run!のらんがばん!（2019年8月21日、TOKYO MX）第8回出演[14][15]
- 実話怪談倶楽部The LIVE 2部（2020年3月21日、CSフジテレビONE）
- SKE48のバズらせます!! （2020年8月11日、東海テレビ）真夏の怪談選手権
- 実話怪談倶楽部 SP5 The Secret 春の特別版 （2021年4月30日、CSフジテレビONE）
- 初耳怪談 FIRST TAKE （2022年5月31日、6月6日、テレビ大阪）

＜怪談で出演：ラジオ＞
- 辛坊治郎ズーム そこまで言うか!（2016年7月23日、ニッポン放送）[注釈 4]
- ゆうがたパラダイス（2016・2017年、NHK-FM）[16][17]
- GOGOMONZ（2017年3月20日、FM NACK5）[18]

### DVD、Blu-Ray
- 山口綾子 Go STOP [DVD]（2016年9月30日、グラッソ）[19]
- 怪談師 山口綾子の眠れない怖い話 [DVD]（2017年6月23日、リバプール）
- 怪談師 山口綾子のエロ怖い話 [DVD]（2017年7月5日、リバプール）
- 怪奇蒐集者 山口綾子 [DVD]（2018年、楽創社）
- 怪奇蒐集者 SELECTION 群雄！怪談戦国志編[DVD]（2020年、楽創社）
- 犬鳴村 (映画)   Blu-ray オーディオコメンタリー（2020年、東映）
- 怪談のシーハナ聞かせてよ。 [DVD]２巻　DISC2
- 圓山町 怪談倶楽部 ~和装怪談ノ変[DVD]（2021年、竹書房）
- 闇芝居(生)　Blu-ray＆DVD BOX（2021年、Happinet）

### オーディオブック CD
- イビツナリ(歪形)1～10（2020年～2021年、、パンローリング）

### ライブ
- 山口綾子単独ライブ「怪奇女劇場～水曜日のホラーショー第一夜～第拾夜」（2019年～2020年、楽器カフェ）
  - 第一夜（2019年5月16日）
  - 第二夜（2019年6月19日）
  - 第三夜（2019年7月17日）
  - 第四夜（2019年8月21日）
  - 第五夜（2019年9月18日）
  - 第六夜（2019年10月16日）
  - 第七夜（2019年11月20日）
  - 第八夜（2019年12月18日）
  - 第九夜（2020年1月15日）
  - 第拾夜（2020年2月19日）
- BIRTHDAY HAPPY HORROR SHOW（2019年12月8日、楽器カフェ）
  - ゲスト　和地つかさ、かねさだ雪緒、柴田あいこ
- 圓山町怪談倶楽部〜和装怪談ノ変〜（2020年10月3日）-ユーロライブ
- 秋葉原夜会『アキハバラ怪談ナイト』第３回（2022年8月20日）

### ネット配信
- ぶるぺん（2015年、GYAO!、Ustream）[20]
- 稲川淳二の怪談グランプリ スピンオフ特別篇2016（2016年、Amazonプライム・ビデオ 他）
- THE PARANORMAL TELLER 　サウンドドラマ　（2020年、SPINEAR  スピナー）
- 怪談と怪談について。２（2020年、Twist Casting）
- T怪談リレー10 Powered by akibaTstudio（2020年、Twist Casting）
- 山口綾子単独ライブ「怪奇女劇場～木曜日のホラーショー～第十一夜」（2020年6月18日、Twist Casting）
- 怪談ナイトLIVE〜3周年記念配信〜 出演者：すみきち、三星結（2020年8月15日、Twist Casting）
- 闇芝居(生)生配信イベント　怪談脚本&朗読指導&コメンテーター（2020年9月12日、9月19日、10月4日）
- 視聴注意（2020年、2021年　dTVチャンネル）